# Children of God
Children of God é um filme de drama romântico bahamense de 2010, dirigido e roteirista Kareem Mortimer.
Conta a história de dois jovens bahamenses que se apaixonam, e retrata a homofobia da sociedade bahamense. O filme também aborda temas de bissexualidade, como um filme de drama romântico.
É uma das primeiras narrativas de longa-metragem do Caribe a abordar a homossexualidade. Foi o filme de abertura do Festival Internacional de Cinema das Bahamas. As Bahamas proibiram o filme Brokeback Mountain em 2006. O filme fez sua estreia internacional no Festival Internacional de Cinema de Miami e estreou em mais de 100 festivais de cinema ao redor do mundo, ganhando 17 prêmios. Children of God foi nomeado um dos dez melhores filmes de 2010 no BET.com.

## Trama
O estudante de pintura branco das Bahamas Jonny (Johnny Ferro), um obsessivo-compulsivo desajeitado, enfrenta a possibilidade de perder sua bolsa de estudos em uma universidade de Nassau se não viver de acordo com o potencial que seus professores acreditam que ele tem. Seu instrutor o "bane" para a remota ilha de Eleuthera, para se concentrar em seu trabalho e encontrar sua voz artística. Mas primeiro ele encontra Romeo (Stephen Tyrone Williams), um cara bonito e autoconfiante que mostra a Jonny os pontos turísticos e um pouco mais. Romeo tem uma namorada, no entanto, assim como uma mãe tempestuosa que ignora intencionalmente qualquer pista ou dica que ele deixa para colocá-la no caminho certo.
Lena Mackey (Margaret Laurena Kemp) é uma ativista anti-gay de quarenta anos extremamente conservadora que descobre que seu marido pastor não é quem ele representa ser. Ela acredita que a única maneira de resolver os problemas em sua vida é limitar os direitos dos homossexuais. Ela vai para Eleuthera para contemplar seu futuro e galvanizar a comunidade para se opor aos direitos gays. Cansada de seu marido falando retórica anti-gay arrogante em comícios enquanto se recusa a admitir a crueldade e as contradições em sua vida privada, Lena tem uma decisão a tomar.
Quando Jonny chega, seus caminhos e os de Lena se cruzam, e juntos esses dois embarcam em uma série de aventuras físicas e emocionais que não apenas inspiram Jonny a pintar, mas também lhe dão um novo entusiasmo pela vida. Aqui ele decide pintar sua "obra-prima" e então é morto por um homossexual enrustido quando Jonny estava a caminho de encontrar Romeo. Poderia ter tido um final feliz. No entanto, neste filme, a vida não tem finais felizes para muitos gays e lésbicas.
A frase "Children of God" é a expressão religiosa usada pelos cristãos para se referir à divindade humana como sendo todos os Filhos de Deus. Quatro indivíduos das Bahamas partem em uma jornada da energia frenética de Nassau para a Eleuthera, de ritmo mais lento e aberta. O ano é 2004, quando o mundo caribenho é abalado pelo surgimento do navio de cruzeiro da família gay de Rosie O'Donnell. Imagens reais do documentário detalham a histeria em massa que divide o Caribe, enquanto alguns fundamentalistas lideram comícios generalizados.

## Elenco
- Johnny Ferro como Jonny Roberts
- Margaret Laurena Kemp como Lena Mackey
- Stephen Tyrone Williams como Romeo Fernander
- Van Brown como Reverendo Clyde Ritchie
- Mark Richard Ford como Ralph Mackey
- Craig Pinder como Mike Roberts
- Sylvia Adams como Grammy Rose
- Aijalon Coley como Omar Mackey
- Jay Lance Gotlieb como Motorista Irritado
- Jason Elwood Hanna como Purple
- Christopher Herrod como Dr. Mark Wells
- Juanita Kelly como Lonnette Adderley
- Adela Osterloh como mãe de Romeo
- Leslie Vanderpool como Rhoda Ritchie
- Christine Wilson como Anna Ross
- Conrad Knowles, o verdadeiro amigo de Romeo

## Lançamento
Children of God fez sua estreia internacional no Festival Internacional de Cinema de Miami em março de 2010. Teve um lançamento limitado nos cinemas em maio de 2011 em Nova Iorque e Miami. Children of God estreou na rede de televisão Showtime em 2 de junho de 2010, e o DVD foi lançado em 7 de junho pela TLA Releasing.
Johnny Ferro ganhou o prêmio de Melhor Ator no festival Out on Film em Atlanta, Geórgia, contra o segundo colocado James Franco (por Howl).

## Recepção
A crítica do The New York Times Jeannette Catsoulis achou o filme medíocre, com os personagens representando representantes excessivamente simplistas das ideias do filme. O crítico do BET.com Clay Cane deu uma crítica fortemente positiva, elogiando a atuação (especialmente Margaret Laurena Kemp como Lena) e a fotografia e excelência técnica, apesar de seu baixo orçamento. O crítico da Variety Boyd van Hoeij elogiou de forma semelhante sua cinematografia e os atores principais, ao mesmo tempo em que observou seus "elementos formulaicos".